# 世界動物園暨水族館協會
世界動物園暨水族館協會（英語：World Association of Zoos and Aquariums，縮寫WAZA），又译世界动物园和水族馆联合会，是世界動物園和水族館組織。它的任務是提供動物園與水族館有關動物保健和福利，支持生物多樣性保護，環境教育和全球永續發展。

## 历史
1935年国际动物园管理者协会（Association of Directors of Zoological Gardens）在瑞士巴塞尔成立，国际动物园管理者联合会（International Union of Directors of Zoological Gardens，IUDZG）在其基礎上于1946年在荷兰鹿特丹成立，1948年它成為IUCN的發起成员之一。2000年，国际动物园管理者联合会（IUDZG）更名为世界动物园暨水族馆协会（WAZA）。

## 鏈結
- 官方网站
- "The Ramsar Convention on Wetlands" (Ramsar)（页面存档备份，存于）
- "Convention on Migratory Species" (CMS)（页面存档备份，存于）
- "Convention on Biological Diversity" (CBD)（页面存档备份，存于）
- "Convention on International Trade in Endangered Species of Wild Fauna and Flora" (CITES)（页面存档备份，存于）